# 紐堡鎮區 (伊利諾伊州派克縣)
紐堡鎮區（英語：Newburg Township）是位於美國伊利諾伊州派克縣的一個行政鎮區。

## 地方資料
根據2010年美國人口普查的數據，紐堡鎮區的面積為97.30平方千米，當中陸地面積為96.40平方千米，而水域面積為0.90平方千米。當地共有人口925人，而人口密度為每平方千米9.51人。